# Dom feta åren är förbi
Dom feta åren är förbi är bandet Dundertågets andra skiva och släpptes 2010.
Skivans är liksom föregångaren Skaffa ny frisyr till stor del skriven ur ett samhällskritiskt vänsterperspektiv.
Texterna är som första skivan skrivna av Robert Dahlqvist och Stefan Sundström men också med hjälp av Jens Lagergren och Robert Pehrsson.

## Låtlista
1. Här har vi allt som du behöver
2. Den enda här som inte är unik
3. Vingars Brus
4. Förvånad, hånad och kränkt
5. Dom feta åren är förbi
6. Gör om gör rätt (Lagergren)
7. Dårarnas Tid (Pehrsson)
8. Människa eller Svin
9. Bara till Besvär
10. Full kalabalik

All musik är skriven av Robert Dahlqvist förutom "Gör om gör rätt" och "Dårarnas tid".